# Andrew Sherborne
Andrew Sherborne (Bristol, 11 maart 1961) is een professioneel golfer uit Engeland. Hij speelt sinds 2011 op de Europese Senior Tour.
Sherborn was in 1984 tijdens de Brits Open, de beste amateur, maar haalde de laatste dag niet. Daarna werd hij professional en haalde meteen via de Tourschool een kaart voor de Europese PGA Tour. 
Van 1987-1996 stond hij permanent in de top-100. In 1991 won hij het Madrid Open en een jaar later het Peugeot Spaans Open.
In maart 2011 werd Sherborne vijftig jaar, hij speelt nu als rookie op de Europese Senior Tour. Hij haalde twee top-10 plaatsen (Portugal en Bad Ragaz).

## Gewonnen
Europese Tour
- 1991: Madrid Open[1]
- 1992: Peugeot Spaans Open[2]

Challenge Tour
- 2001: Open Golf Montecchia - PGA Triveneta[3]